# Ephraïm Conquy
Ephraïm Conquy est un graveur lithographe (graveur d'interprétation et de portraits pour la part essentielle de son œuvre) français né le 3 juin 1808 à Marseille. Il vécut à Paris successivement au 52, rue Jacob, puis au 3, quai Malaquais et au 7, rue Taranne et est mort le 16 février 1843 à Paris.

## Biographie
Ephraîm Conquy naît au domicile familial marseillais du 45, rue Fongate en juin 1808 (et non en 1809 comme indiqué entre autres par le dictionnaire Bénézit), étant le fils de Menahem Conquy, commis de profession, et le frère cadet d'Aaron (né en 1794), Samuel (né en 1803), Jacob (né en 1805). Il est à Paris élève du graveur Théodore Richomme et a beaucoup gravé d'après des représentations d'Horace Vernet (1789-1863).

## Œuvres

### Contributions bibliophiliques
- Charles Gavard, éditeur, diagraphe et pantographe, , Galeries historiques de Versailles (1837), dix-sept portraits dont Isabeau de Bavière, Catherine de Bragance (infante du Portugal), François de Moncade (troisième du nom), Louis Testelin, Guillaume Warham (archevêque de Cantorbéry).

### Peintres et dessinateurs interprétés (ordre alphabétique)
- Julien Léopold Boilly, Portraits de Beauvisage et de L. Brune.
- Claude Bonnefond, Portrait de Joseph Marie Jacquard.
- Luigi Calamatta, Portrait d'Isabeau de Bavière.
- Pierre Dieudonné, Portrait de Mathieu de Dombasle.
- Carlo Dolci, Sainte Catherine[3], L'enfant Jésus sur le marches du temple.
- Charles Durupt, Portraits de Jean Althen[4], de Nicolas Copernic, d'André-Hubert Fournet et d'Ambroise Paré.
- François Gérard, Portrait de Jean d'Arcet.
- Hans Holbein, Portrait de William Warham.
- Jean-François Le Breton, Portrait du duc de Charost.
- Quentin Metsys, Lewis Carroll et la duchesse d'Alice (gravure sur acier d'après Portrait d'une vieille femme, 1525-1530).
- Diego Vélasquez, Portrait de Marguerite-Thérèse d'Autriche, infante d'Espagne.
- Horace Vernet, La jeune mère napolitaine[5].
- Domenico Zampieri dit Le Dominiquin, Sainte Cécile[6].

### Galerie de portraits

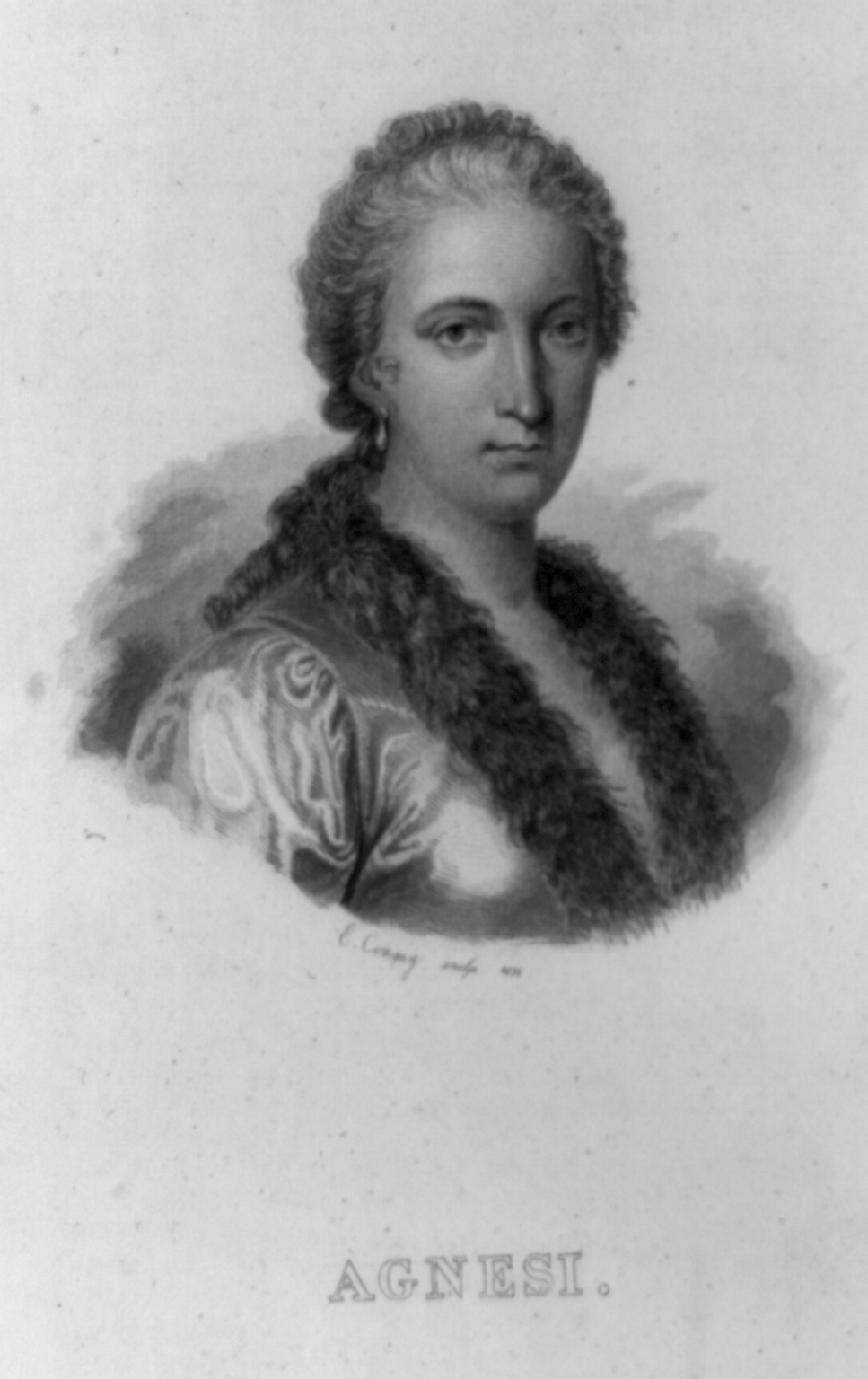
Maria Gaetana Agnesi
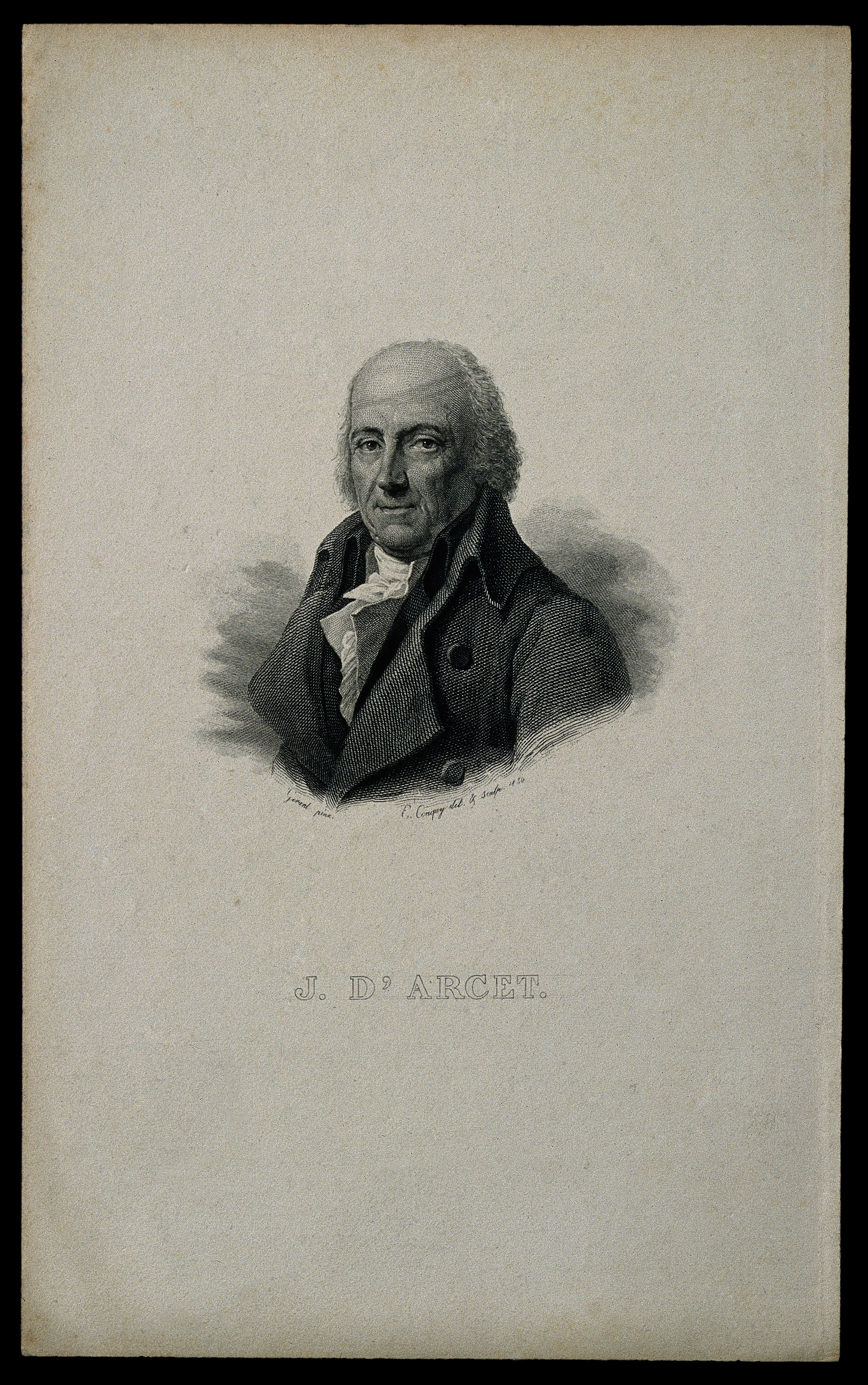
Jean d'Arcet
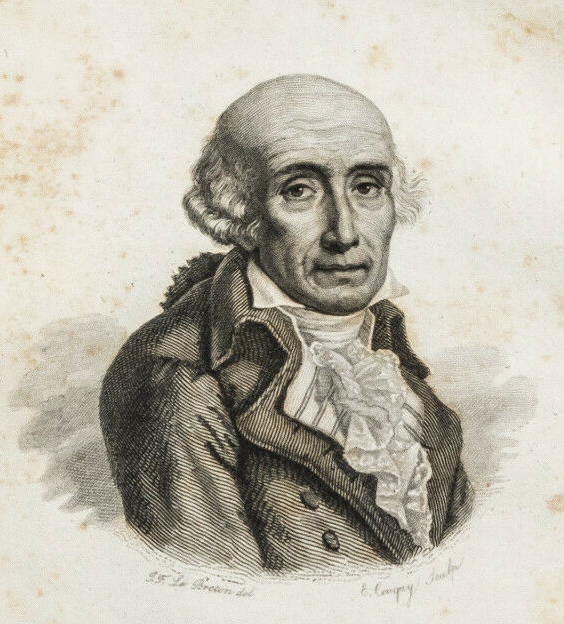
Duc de Charost
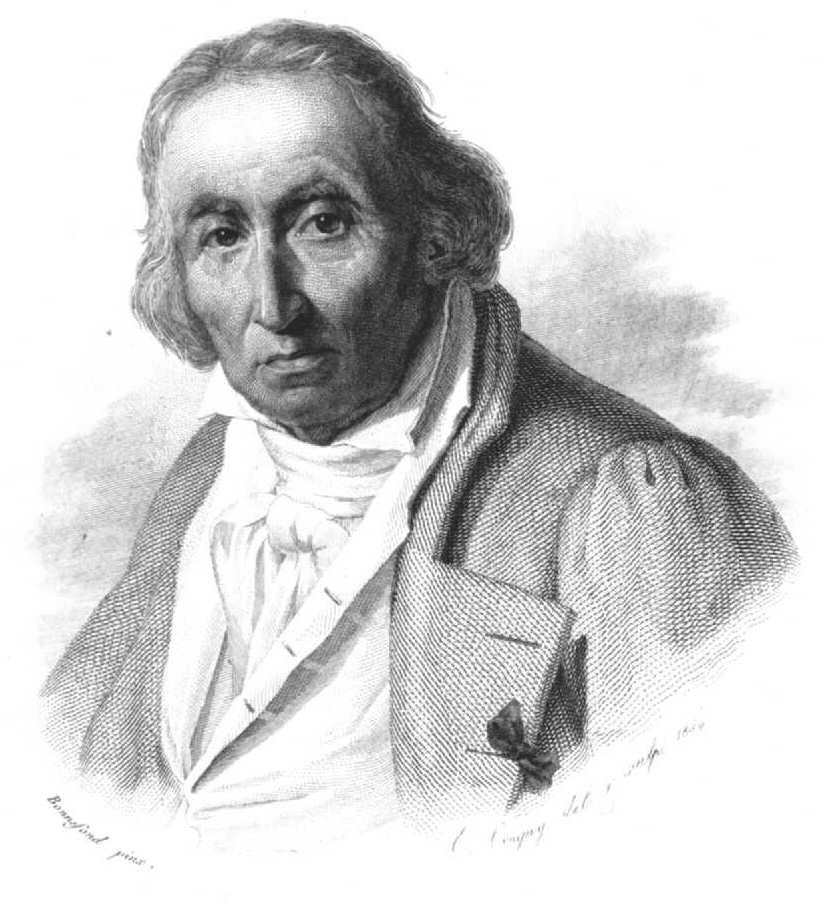
Joseph Marie Jacquard
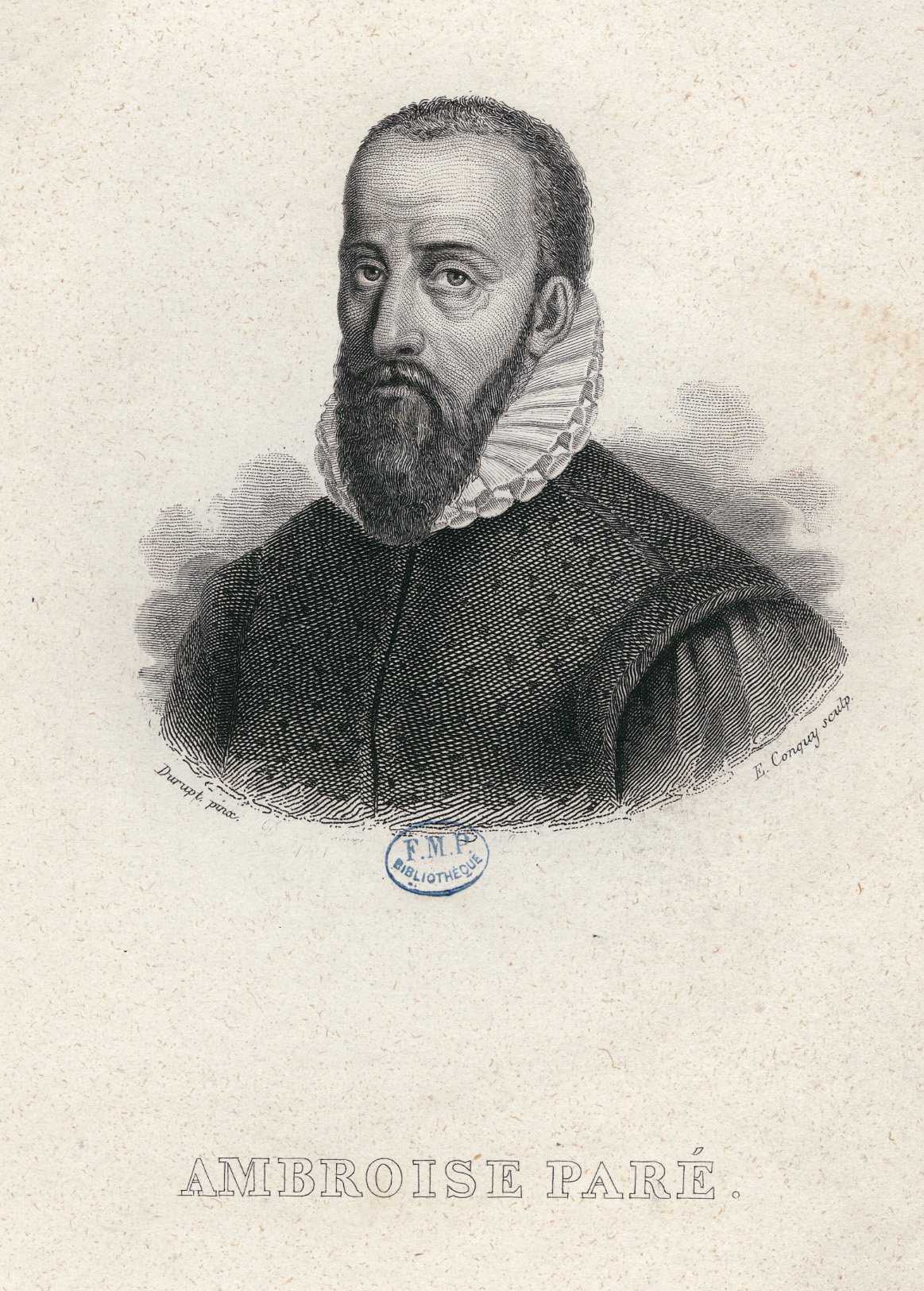
Ambroise Paré
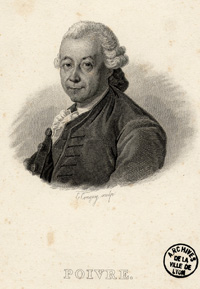
Pierre Poivre

## Expositions
- Musée royal, Paris, mars 1839 (La jeune mère napolitaine, d'après Horace Vernet)[5], mars 1841 (L'enfant Jésus sur les marches du temple, d'après Carlo Dolci), mars 1843 (Sainte Cécile, d'après Le Dominiquin)[6].

## Musées et collections publiques

### France
- Bibliothèque municipale d'Avignon, Portrait de Nicolas Copernic.
- Musée des beaux-arts de Calais, Portrait du duc de Charost[7].
- Château d'Eu, Lewis Carroll et la duchesse d'Alice.
- Bibliothèque nationale de France, Paris, Portrait de Camille Desmoulins.
- Institut national d'histoire de l'art, Portraits de Quentin de La Tour[8] et de Louis Testelin.
- Muséum national d'histoire naturelle, Paris, Portraits de Jean Althen[9], Nicolas Brémontier, de Nicolas Copernic et de Pierre Poivre.
- Musée national de l'éducation, Rouen, Portrait d'Ambroise Paré[10].
- Château de Malmaison, Rueil-Malmaison, Portrait de Claude-Louis Berthollet[11].
- Musée d'art et d'histoire de Sainte-Menehould, Chant et Chant XI, rares compositions allégoriques.
- Musée de Vendôme, Portrait de Mathieu de Dombasle.
- Château de Versailles, Portrait du cardinal Georges d'Amboise[12].

### Belgique
- Musée des beaux-arts de Gand, Portrait de Jean d'Arcet.

### Italie
- Istituto Nazionale per la Grafica, Palazzo Poli, Rome, Portraits de Beauvisage, de Nicolas Copernic et d'Ambroise Paré.

### Pays-Bas
- Rijksmuseum Amsterdam, Portraits de Jean d'Arcet et de L. Brune.
- Musée du couvent Sainte-Catherine, Utrecht, Portrait de l'abbé André-Hubert Fournet.

### Pologne
- Biblioteka Śląska (pl), Katowice, Portrait de Nicolas Copernic.

### Royaume-Uni
- Fitzwilliam Museum, université de Cambridge, Portrait d'Isabeau de Bavière[13].
- Galerie nationale d'Écosse, Édimbourg, Sainte Catherine[3].
- Royal Collection, Londres, Portraits d'Isabeau de Bavière[14] et de Catherine de Bragance[15].

### États-Unis
- New York Public Library, Portrait d'Aloys Senefelder.
- Philadelphia Museum of Art, Philadelphie, Portrait de Jean Althen[4].

### Australie
- Bibliothèque nationale d'Australie, Canberra, Portrait de Maria Gaetana Agnesi, 1836.